# クロウカード
クロウカードは、CLAMPによる漫画『カードキャプターさくら』に登場する魔法のカード。
本稿では、漫画版・テレビアニメ（以下アニメ）版双方に登場するだけでなく、アニメ・劇場版のオリジナルも含む全てのクロウカードおよびさくらカードについて記述する。

## クロウカード
クロウカードは、魔術師クロウ・リードが創った、封印が解かれるとこの世に災いが起こるとされる魔法のカードである。カード1枚1枚が生きており、それぞれに「名前」「姿」「魔力」がある。なお、クロウはイギリス人の父と中国人の母を持つハーフであるため、彼の魔術は西洋魔術と東洋魔術が混ざっており、カードの名前は全て英語と漢字で表されている。性格が多彩であり、戦いを好まないものから好戦的なもの、頭の良し悪しなどもある。クロウによって本の中に封じ込まれていたが、監視役だったケルベロスの不手際により散逸してしまっていた（アニメ版では本を開いたさくらが知らずに「風」のカードを発動させたために他のカードが飛び去ってしまった）。カードに名前を書けば、その名前の人以外の言うことは聞かない。クロウは占い師でもあった為、ある程度の枚数があればタロットのように占いもできる。原作では、全部で19枚ということになっている。
アニメ版では、封印者のさくらに限らず自分との戦いで最も活躍した人物を所有者と認めて飛んでいくという設定が加えられ、アニメ版のみに登場するカードのうち8枚は小狼の所有となっていたが、最後の審判で小狼が月に敗北したことで全部没収されてしまい、月に勝利しクロウカードの正式な主と認められたさくらの物になった。「星の杖」でクロウカードを使ったシーンでは、属性が異なる（クロウカードは「闇」属性）ため、正常に発動しなかった。
劇場版第2作では、52枚（名前のないカードを含めれば53枚）はプラスの力を持ち、「無」のカードはその力を相殺するだけのマイナスの力を持つことが明かされた。「無」のカードは封印されていたが、エリオルの家（元クロウの家）が解体されたことにより、封印が解けてしまった。また原作、アニメ共通の3枚の特殊カード（「鏡」「光」「闇」）と同じく人語を話すことができる（他のカードも「うん」や「あ!」などの短い言葉や、声を立てて笑うことなどはできる。「歌」「声」など人間の声をコピーもしくは奪うことで人語が話せるようになるカードもある）。

## さくらカード
上記のクロウカードを、木之本桜が自らの魔力で創り替えたものがさくらカードである。命名は知世。
クロウカードの活動の源がクロウ・リードがカードに込めた魔力であるのに対して、さくらカードの活動の源はさくら自身の魔力である。またその性質上、クロウカードから変わっていないカードは一時は魔力が足りなくて普通のカードになってしまう危険な状態にあったが、最終的にはすべてのカードがさくらカードに創り変えられている。カードを創り変えることは新たな魔法を創造することと同義であり、カードの力に見合うだけの魔力が必要となる。そのため、魔力が少ない段階では、カードを変えるたび強い眠気に襲われていた（初めてカードを変えた翌日は、午後3時まで寝ていた）。特に、アニメ版で登場した「時」と「戻」のカードをさくらカードに変えるには、小狼も心配するほど魔力が必要。また「光」と「闇」は最も強力なカードである上に、2枚同時にさくらカードに変えなくてはならないため、月とケルベロスの助力も必要だった。しかし、劇場版第2作ではクロウカード52枚分の魔力を持つ「無」のカードを一人でさくらカードに変えるほどにさくらの魔力は成長している。
ほとんどのカードの性質は基本的にクロウカードから変わっていないが、前述の魔法を創造するという面によりさくらカードに創り変える際にその性質を変えることも可能（これにより「翔」のカードが、杖の羽飾りが大きくなって飛ぶスタイルから術者の背中に羽が生えるスタイルに変わっている）。アニメでは特に使用する理由もないのにカードを無理矢理創り変えた場合、カードが混乱して暴走する危険性がある。
なお、アニメではカードの絵柄も性質同様、基本的に大きな変化がないものがほとんどである。しかし原作では「盾」「剣」のように、クロウカード時から大きく絵柄が変化したカードも存在する。また、原作のさくらカードの絵柄には総じて"星"が何らかの形で入っているのが特徴と言える。ただし、「雷」には入っていない。
クリアカード編ではすべてのさくらカードが透明になってしまい、使用不可能になっている。原作では、小狼がクマのぬいぐるみを通してさくらカードの魔力を自分の元へ運んで自らが使えるようにしていた。そのため、カードの精霊には月のあしらいがある。カード達はさくらを守るという小狼の意思を察して彼に協力し、さくらには自分達の安否を知らせていなかった。

## カードの種類
以下において、カードの並び順は原作（またはアニメ）で封印された順に準ずる。

### 原作・アニメ共に登場
ウインディ（THE WINDY）「風」〈1話〉
能力は風を生み出し操ること。カードの容姿は風をまとった女性の姿。さくらが最初に手に入れたカード。温和で優しく争い事を嫌う性格で、さくらと出会った時には自ら本の中に戻った。アニメではカードがばらばらになった（本のページの一番上に収まっており、さくらがカードの名を読んだため魔法が発動した）時、さくらの手元に唯一残っていた。風の鎖で相手を捕らえる、風を使って相手を包み込み動きを封じるなど捕獲系のカードとしてさくらを何度も手伝うが、一応、カードの性格上、威力は弱いが攻撃系のカードとしても使用することも可能。また、落下している人を風で救ったりもできる。四大元素カードのひとつで「月」の属性カード。またクロウカードを使った占いでは、「情報」や「伝達」を意味するカードとしても使われている。
ウッド（THE WOOD）「樹」〈4話〉
能力は植物を生み出したり、操ること。実体化すると木の精霊を連想させる女性の姿をとる。優しい性格で、原作・アニメ共さくらが封印をしなくても自分からカードへ戻った。つる草で相手の動きを封じたり、巨大な樹木を生み出し、落下の衝撃を和らげるクッション代わりにするなど、使い道（使い方）は様々。「月」の属性カード。五行思想の関係で「地」に強くなる。生命を生み出せる数少ないカード（他は「花」のみ）。
ジャンプ（THE JUMP）「跳」〈5話〉
能力は対象のかかとに小さな翼を生やしジャンプ力を高めること。実体化すると目つきの悪いピンク色の姿をとる。カードでの容姿は翼の生えた尻尾の長いウサギの姿。好戦的で巨大化することもできるが、頭は悪い。アニメでは真樹の店「ツイン・ベル」のぬいぐるみたちを操り、騒動を起こすが、さくらを踏みつぶそうと足をあげた瞬間にバランスを崩し、倒れて伸びているところを封印された（さくら曰く「最後はあっけなかった」）。原作第1話冒頭でさくらの封印シーンが最初に描かれたカード（アニメでは「翔」よりも後になる）。使用頻度が高い。
フライ（THE FLY）「翔」〈1話〉
能力は対象に翼を生やして飛行能力を付加すること。実体化すると大きな鳥の姿をとる（原作ではさくらが抱えられるほど小さくなった）。クロウカード時代は杖の先に翼を生やし飛行能力を付加するもの（二人以上の人間を乗せて飛ぶこともあった）だったが、さくらカードに変える際に使用者の背中から直接翼が生える効果へと改められた。原作での性格は「風」と同じくらい大人しい（脚の怪我の痛みに耐えかねて暴れていただけ）が、アニメ版では気性の荒い性格。原作では風属性なので「風」のカードが効かなかったが、アニメ版では通用した。また、アニメ版ではさくらが初めて杖で封印したカード。使用頻度が高い。クロウカードを使った占いでは、「風」同様、「情報」や「伝達」を意味するカードとしても使われている。
ウォーティ（THE WATERY）「水」〈3話〉
能力は水を生み出し操ること。実体化すると人魚を連想させる少女の姿をとる。水が多くある場所を好み、原作では学校のプール、アニメでは水族館の水槽に潜み、近づいた者の足を引っ張り、溺れさせようとしていた。攻撃用に造られたため、気性は荒く攻撃的。また、「水」にまつわるカードなど（例：「雨」）の力を逆に利用することができ、実体を持たないため封印も難しい厄介なカードだが液体ゆえに低温には弱く、凍らされると動けなくなってしまう。最後は学校の（アニメでは水族館の）冷凍室に誘導され、封印される。「月」の属性を持つ四大元素カードのひとつ。
イリュージョン（THE ILLUSION）「幻」〈6話〉
能力は対象が強く思う者や場面の幻を見せること。カードでは万華鏡で見える模様のような姿。幻を見ている人の思う気持ちがよほど強ければ、幻を見ている者以外が近づくと弾き飛ばす能力もある。公園前の池の中に住み着いており（アニメは学校裏の崖）、その力によって怪談騒ぎを引き起こしていた。さくらに対しては母親の撫子の姿、知世にはペンギン大王（アニメでは大きな肉まん）を見せた。二度にわたり、さくらを命の危険に晒すが、雪兎の言葉を思い出したさくらに、正体を見破られ、封印された。なお、さくらが見た「幻」の撫子には、左手薬指に指輪をついていない。
フラワー（THE FLOWER）「花」〈10話〉
能力は様々な種類の花を出現させられること。実体化するとロールした髪と踊り子のような衣装が特徴の女性の姿をとる（原作とアニメでは着用している衣装が異なり、原作ではスカートの下にズボンを履いており、アニメでは二段式のスカートを履いている）。踊りと賑やかなことが大好きな性格で、運動会の楽しげな空気に引かれて友枝小の屋上に現れ、踊りながら大量の花びらを学校中に降らせた。ケルベロスによると「クロウの気まぐれな性格」から創られたカードらしい。さくらが「戻」のカードで過去に行った際に、クロウが庭に咲かない桜の花を心配した、ケルベロスと月のために使うシーンがある（劇中で、クロウがクロウカードを使ったのはこの「花」のみである）。生命を生み出せる数少ないカード。
ソード（THE SWORD）「剣」〈9話〉
能力は対象を剣術の達人にすることだが、その意識を支配することもある。実体化すると杖が細身の剣の形をとる。カードでは鎖に縛られているレイピア風の剣。「盾」とは対のカード。使い手の思い次第で切れ味を自在に変えることができ、峰打ちから岩まで何でも切ることができる。そのため、場合によっては、「迷」を切ることも可能になる。好戦的な性格だが、戦略家で慎重な性格。カードたちを封印しているさくらの噂を聞き、ピンブローチに成りすましてさくらの友人である利佳に買うように仕向けて操り、さくらの家を訪れて襲撃した（原作ではさくらの親しいものへの攻撃をためらう性格も計算にいれていた）。「幻」のカードを使い、利佳の意識が逸れている間に、引き離し封印する（その際、利佳は担任の、寺田先生の幻を見ていた）。杖が剣に変化するため、クロウカード時代には同じく杖が変化する「翔」と同時使用が不可能だったが、さくらカードに変化後の「翔」のスタイルの変化により併用可能となった。原作では、クロウカードとさくらカードでデザインが大きく異なっている。またクロウカードを使った占いでは、「腕試し」の意味するカードとしても使われている。
サンダー（THE THUNDER）「雷」〈8話〉
能力は雷の操作（雷を生み出し操る）と雷を発生させること。本体は雷獣のような姿で性格はきわめて獰猛。原作ではあっさり封印されたが、アニメでは小狼の攻撃で弱らせてから「影」のカードを使って封印された。
シャドウ（THE SHADOW）「影」〈2話〉
能力はその名の通り、影の操作。「樹」同様、対象の影を追う「追跡」や捕縛など、使い道（使い方）は、様々。ローブをまとった人の姿で実体化。影を集めてまとうことで巨大化し、封印を困難にさせることができるが、集めた影は光に弱く、原作では「雷」を使って円形に並ぶ公園の街灯に落雷させて照らし、アニメでは知世が学校のライトで四方から照らすことで本体を見つけ出した。影であるため、大きさの変化がある程度自由で、固定形を持たない物（霧など）を包み込み動きを封じることを得意とする。また、影を使って対象の捜索もできる。全カードの中でもかなり素早く、また、影であるため触れることがなかなか難しいことなどからかケルベロスによれば「クロウも扱いに苦労した」らしい。ただし「剣」を使えば触れるようになっている。原作ではさくらの噂を聞き、さくらを試すために桃矢のバイト先の店で彼女の前でわざと騒ぎを起こして捕まえに来させるように仕向けた。ケルベロスによると「偏屈な性格」。
ミラー（THE MIRROR）「鏡」〈25話〉
声 - 久川綾（本来の姿）、丹下桜（さくら変身時）
任意の人や物に変身できる。さくらに変身し、店の商品に悪戯をしたり桃矢を騙して怪我をさせた。詳しくはカードキャプターさくらの登場人物の「ミラー（鏡）」を参照。
シールド（THE SHIELD）「盾」〈11話〉
能力は身を守る（対象を攻撃から守る）ことでカードおよび魔力などの攻撃を防御することができる。その際には対象すべてにドーム状の結界が張られる。結界の中からは自由に出ることができ、また、使用者がその場を離れても効果は残り、対象を守り続けることができる。カードでは鎖に縛られている、翼を彷彿とさせる盾の姿。「剣」とは対のカード。ケルベロスによると「いい性格」で、大切なものを守ろうとする習性があり、知世と園美の大切な物が入った宝箱を守っていた。「剣」によってその効果を無効化することが可能で、「剣」を使い「盾」を切り裂いて封印する。エリオルの弁によるとカードの使用者が守りたい思いが強いほど防御力も増す。前述の通り、カードの使用者が守りたい思いが強いほど防御力も増すため、場合によっては、結界の中からは自由に出ることができず、「剣」によってその効果を無効化することが不可能になる。原作ではクロウカードとさくらカードでデザインが大きく異なる。
メイズ（THE MAZE）「迷」〈26話〉
能力は緑色の巨大な立体迷路を生み出し、相手を迷い込ませること。「剣」や「翔」のカードを無効化し、さらには複雑な迷路に変えてしまう。厳格な性格で空を飛ぶなどの不正行為は許さない。月峰神社に訪れたさくらたちを、迷路に迷わせた。さくらたちは歌帆の鈴で迷路の壁を破壊して出られ封印できた。
イレイズ（THE ERASE）「消」〈17話〉
能力は物体や記憶を"消す"こと（劇場版の「無」と似ているが、こちらは空間ごとではない）。実体化すると布を持った、女性の道化師のような姿をとる。能力を使用している間は無防備。さくらたちの臨海学校の一環の肝試しに現れ、生徒たちを能力で次々と消した。前日に奈緒子から聞いた怪談に出来事が酷似していたため、さくらは泣きだし怯えるが、小狼に集中するように叱咤され気配を探り、封印する。なお、翌日には魔力を持たない他の生徒たちは肝試しの出来事を忘れていた。
グロウ（THE GLOW）「灯」〈18話〉
能力は蛍のような光を出すこと。カードでは露草を持った、妖精姿の少女。小狼が察知できなかったほど気配が微弱。さくらは予知夢でその存在を察知し、月峰神社の祭りに現れたカードを封印する。さくら曰く、このカードのおかげですごい幸せだったという。性格は穏やか。
ライト（THE LIGHT）「光」〈42話〉
声 - 佐久間レイ
能力は光を生み出し操ること。実体化すると白髪の巻き毛を背に流したつり目の女性の姿をとる。カードの解放後はさくらの心の中に存在したため、すべてが「闇」に包まれてもさくらだけは光を失わずにすんだ。あきらめない心が呼び寄せたカード。「闇」とは双子の姉妹のような関係であり、封印やさくらカードに変える際も同時に行った。クロウカードの中で「闇」と同じ最高位カード。ケルベロスの第一配下カードで、「太陽」の属性カード。言葉を話すことができるカードのひとつ。性格は冷静かつ穏やか。光を発生させるなどの使い道（使い方）がある。またクロウカードを使った占いでは、真意を読み取る際、「光の場所。つまり、元の場所などに帰りたい」を意味するカードとしても使われている。
ダーク（THE DARK）「闇」〈42話〉
声 - 佐久間レイ
能力は闇を生み出し操ること。実体化するとまっすぐな黒の長髪を背に流した垂れ目の女性の姿をとる。学芸会の劇の最中にさくらを闇に包ませた。また、強い魔力のある者のみその空間に閉じ込められる。特殊カードであり、「光」と同時でないと封印することができない。クロウカードの中で「光」と同じ最高位カード。ユエの第一配下カードであり、「月」の属性カード。言葉を話すことができるカードのひとつ。性格は「光」と変わらず、声質も酷似しているがより落ち着いた口調で話す。闇を発生させるなどの使い道（使い方）がある。またクロウカードを使った占いでは、感情を読み取る際、「今の状況」を意味するカードとしても使われている。
ファイアリー（THE FIREY）「火」〈35話〉
能力は火を生み出し操ること。実体化すると炎の髪と翼を持つ少年の姿をとる。攻撃力はほぼ同等ながら、気性の荒さと攻撃的な性格は「水」のそれを上回る。四大元素カードのひとつで、「太陽」に属するカードのため、ケルベロスが本当の姿になるには必要となる。「風」「水」のカードを同時に使い、動きを止めて封印した。原作ではケルベロスに使用すると強大な炎を吐く描写があった。原作、アニメ共に最初にさくらカードに生まれ変わったカード。またクロウカードを使った占いでは、感情を読み取る際、「怒り」を意味するカードとしても使われている。
アーシー（THE EARTHY）「地」〈45話〉
能力は地(土）を生み出し操ること。地震や地割れを起こしたり、山を生み出すなどの使い道（使い方）がある。原作、アニメ共に最後に登場したカードで、実体化すると巨大な土の龍の姿をとる（カードに戻すと結晶に包まれた女性の姿になる）。原作では「火」を封印した直後に地震を起こし、避難した月峰神社に現れ、アニメ版では雪兎と観月の弓道大会の帰りの寺の敷地（細かい箇所は異なるが、モデルは増上寺）に現れ、巨大な土の岸壁を作り上げ、地震、地割れを起こした。性格は厳格で穏やか。五行思想の関係上、「樹」に弱いという弱点を持つ（アニメ版では五行相想については特に触れられていない。また、さくらは五行思想については知らなかった模様）。「地」の能力により町が破壊されていく中、さくらは木が生えているところにだけ、被害がないことに気づき、「樹」のカードを使い、動きを止めて封印した。四大元素カードのひとつで、「火」のカード同様ケルベロスの「太陽」属性カードであり、ケルベロスが本当の姿になるには必要となる。原作、アニメに登場するクロウカードの中でさくらカードに変えるタイミングが唯一描かれていない（アニメのみ）。
原作初期の雑誌掲載時「樹」はウッディ（THE WOODY）、「跳」はジャンピング（THE JUMPING）とされていたが、以後それぞれウッド（THE WOOD）、ジャンプ（THE JUMP）に変更された。

### アニメ版にのみ登場
レイン（THE RAIN）「雨」〈4話〉
能力は雨を降らせること。実体化するとピエロのような服装の少女の姿をとる。悪気は無いものの性格はかなりのいたずら好き（ケルベロス曰く「ただ遊んでいるだけ」）。たまたま居合わせた「樹」の成長を早め、木之本邸を水浸しにし、破壊しかける事態になった。「水」のカードで能力を逆利用し、封印した。
サイレント（THE SILENT）「静」〈7話〉
能力は周囲の音を消したり、「うるさい」と思った対象を離れたところに転移させること。実体化すると口を隠したロングヘアの女性の姿をとる。名の通り静寂を好む性格の持ち主でうるさいのが嫌い。そのため静かな美術館の絵に勝手に住み着いていた。能力発動の際は右手が静かに動き、人差し指を立て「静かに」のポーズをとる。「影」のカードで窓の外から影を伸ばし、封印した。
タイム（THE TIME）「時」〈12話〉
能力はその名の通り、時間操作。実体化するとローブに身を包み、砂時計を持った老人の姿をとる。自己防衛意識が強い性格。「一日に一度だけ午前0時に」戻せる。友枝町の時計台に潜み、同じ一日を送らせる悪戯を繰り返していた。また、自己防衛として局所的な巻き戻しやスロー、早送りをすることもできる。「盾」のカードで能力を無効化し小狼の仕掛けた護符で昏倒させ、封印した。小狼が最初に手に入れたカードでさくらのバックアップに最も活躍していたカードである。時間を一時的に止めるためによく使用され、「眠」のカードの一時的な代用品としても使われることがある。魔力の消費が激しく、長時間使用できない。使用後は魔力を回復させるために強烈な睡魔に襲われてしまうという副作用がある。最後の審判で小狼がユエの配下のカードであることを知らずに使ってしまい、敗北した。最後の審判後は新たな主と認められたさくらの所有となった。
パワー（THE POWER）「力」〈13話〉
能力は使用者に常人離れした怪力を付与すること。実体化すると小柄でかわいい女の子の姿を取る。その外見とは裏腹に名前の通り大変な力持ち。自分の力を誇示するのが好きらしく、公園の遊具をひっくり返すなどの悪戯を行っていた。封印するには力比べをして勝たなければ（正確には負けを自覚させなければ）ならない。さくらたちの遠足で訪れた動物園に現れ、檻を壊す、象を空高く投げ飛ばすなどの、悪戯を行っていた。さくらは封印のため被害者の象と協力して綱引き勝負を挑むが、徐々に劣勢に立たされてしまい、近くの樹上で様子を見ていた小狼が「時」を使って動きを止め、さくらたちが勝つように細工したことで封印させた（「時」使用の際に魔力を持つさくら、ケルベロス、カードである「力」も「時」の力で動けなくなったが、小狼は平然としていた）。
ミスト（THE MIST）「霧」〈14話〉
能力は触れた物を腐食させる効果の霧を発生させる。黄緑色の霧で実体化。カードでは水滴に包まれた面長のエルフ耳の女性の姿。桃矢の学祭の劇に現れ、セットを腐食させ足場を崩すが、「影」のカードで霧を包み、封印した。
ストーム（THE STORM）「嵐」〈15話〉
能力は竜巻を起こすこと。カードでは縦ロール状のショートヘアの少女。好戦的な性格。小狼が竜巻の中心に雷帝の護符で攻撃したことで力を失い、封印された。小狼2枚目のカード（これが原因でさくらとケルベロスは大喧嘩になってしまう）。劇場版では魔道士の動きを封じる際に使われた。最後の審判後は新たな主と認められたさくらの所有となった。
フロート（THE FLOAT）「浮」〈15話〉
能力は対象を浮かせることで、「翔」のカードのように素早く思い通りに飛ぶことはできないが、複数の対象に同時にかけられる、静かに移動できるなどの利点がある。実体化すると羽を生やした風船の形をとる。カードでは気球の姿。性格は悪戯好き。さくらと喧嘩して家出したケルベロスが、ゴミ捨て場で野宿をした際に、猫と勘違いした、あかねという少女に連れられ「天国にいるパパに会いたい」とつぶやき、カードが発動。あかねを、能力で空中に浮かせた。ケルベロスを探し当てたさくらによって封印される。
ムーブ（THE MOVE）「移」〈19話〉
能力は物体の瞬間移動。物の持ち運び用にと作られたらしいが、あまり重い物や生き物は動かせず、一度に移動できる距離も短い（使用する魔力量を調整や指示を付加すれば別）。カードでは竪琴に羽が生えた姿。性格は大の悪戯好き。さくらと小狼の、夏休みの宿題の読書感想文の本を瞬間移動させた。気配を読み取ったさくらによって封印される。ケルベロスも認める使えないカードらしい。
ファイト（THE FIGHT）「闘」〈20話〉
能力は使用者を武術の達人にすることで使用者の心次第で色々な武術を扱うことができる。実体化すると拳法着の女性の姿をとる。強い者との決闘を好むカードで格闘家を闇討ちしていた。小狼にカードを封印させようとする苺鈴と互角に戦うが、カードであるため疲れを知らず、（苺鈴の慢心もあって）徐々に優勢になる。ピンチになった苺鈴を助けるため、知世からヒントを受けたさくらが力の塊である「力」のカードを発動。それに惹かれてさくらに攻撃を仕掛けるが、反射的に振り下ろされた杖の一撃を頭部に受けて昏倒し、封印される。
ループ（THE LOOP）「輪」〈21話〉
能力は次元を繋ぎ合わせ、空間を無限ループさせること。本体は赤いメビウスの輪のような姿。繋ぎ目を斬られると力を失い、封印できるようになる。
友枝小学校のマラソン大会に現れ、次元をつなぎ合わせていたが、異変に気付いた知世（怪我のため見学、および誘導係と撮影をしていた）とケルベロスにカードの存在を突き詰められ、最後はさくらの「剣」と小狼の剣で繋ぎ目を切られて力を失い、本体が表れたところを封印される（切るタイミングがわずかに早かったさくらの所有）。
スリープ（THE SLEEP）「眠」〈22話〉
能力は眠りを呼ぶ粉をばら撒き対象を眠らせること。実体化すると妖精の少女の姿をとる。藤隆の務める大学に現れ、手当たりしだいに粉を撒き散らして人々を眠らせる。好奇心旺盛な性格で、動きはかなり俊敏だが、最後には「風」のカードで捕獲され、封印された。作中、人がいるところで魔法を使う必要があるときによく使われた。強い魔力を持つ者には無効。
ソング（THE SONG）「歌」〈23話〉
声 - 岩男潤子
能力は気に入った相手の歌声をコピーし、本人と同じように歌うことができること。実体化するとト音記号の髪飾りをつけたロングヘアでヴァイオリン模様のドレスを着た少女になる。知世の歌がうまかったためにコピーしたが、本人がまだ練習中のためカードも夜な夜な練習をし、怪談として噂になってしまっていた。肉眼では目視できないが性格は穏やかで努力家。知世が屋上で歌を歌い実体化したところを封印した。
リトル（THE LITTLE）「小」〈24話〉
能力は触れた相手のサイズと魔力を小さくしてしまうこと。実体化すると小人の少女の形を取る。戻るにはもう一度触れる必要がある。すばしっこく、かなりの悪戯好きな性格。木之本家に現れ、さくらを小さくし、さくらをからかうように逃げ回るが、ケルベロスの手伝いもあり発見、元に戻ったさくらに封印された。
リターン（THE RETURN）「戻」〈27話〉
対象を過去へ飛ばすことができる。過去へ一方通行のタイムトラベルであり、自動的にある程度年月が進む描写も見られる。タイムパラドックスが起こるかどうかは不明だが、過去の時代の人物の中には現代から来た人を認識する人も存在している。カードの容姿は、砂時計を持ったローブ姿の若い女性（一部の玩具のデザインでは、砂時計ではなく、文字盤が逆になっている大きな時計を持っている）。「時」のカード同様魔力の消費が激しく、発動させるのにそれなりの条件があるが、使用する魔力量の調整や指示を付加すれば、1人の人間だけとはなく、複数の人間を過去へ飛ばすことが可能だが、前述の通り、魔力の消費が激しく、発動させるのにそれなりの条件があるために場合によっては、人間1人しか、過去へ飛ばすことができない。また、魔力の消費が激しいと、現在に戻れなくなることもある。作中では月峰神社のご神木の魔力と満月であることで人間1人を過去に戻すことができた。「時」のカードを使い、小狼が3枚目に手に入れたカード。最後の審判後は新たな主と認められたさくらの所有となった。
ショット（THE SHOT）「撃」〈28話〉
声 - 川上とも子
能力は目標やその周囲に対して魔力の弾を打ち出し攻撃すること。見掛けが似ていたためおまじない用のカードに混じり、雑貨屋で売られていた。カードでの容姿は髪を逆立てたボーイッシュな少女。「撃つ」や「狙う」などと言うと発動する非常に攻撃性が高い危険な攻撃カード。知らずに購入した苺鈴の言葉が引き金となり発動し小狼を狙って攻撃し続けていたが、さくらの機転で打ち出した弾を「鏡」で跳ね返され、弱った所を封印された。
スイート（THE SWEET）「甘」〈29話〉
能力は食べ物を甘くしたり無機物をお菓子に変えること。実体化すると金平糖のような髪形と服の小さな女性の姿を取る。食べ物を見ると何でも甘くしたがる性格の持ち主で、さくらたちの調理実習で作ったケーキを極端に甘いものにした。食べ物以外にも黒板や机などもお菓子に変えた。塩辛いものが苦手で、さくらと小狼に塩をかけられて力を失い、封印された。クロウの生活観が反映されたようなカード。
ダッシュ（THE DASH）「駆」〈30話〉
能力は対象の走るスピードを高めること。実体化するとフェネックのような獣の姿をとる。その名の通り短距離走が得意なカードで、一瞬の素早さ、瞬発力にかけては随一。ただあまり長時間全速力で動くことはできない。少し甘えん坊な性格。さくらとの交戦中に怪我をし、さくらと同じ学校に通う2学年上の玲の家に逃げ込み、ピューイと呼ばれかわいがられていた。怪我を治療してくれたお礼に能力で、陸上部員の玲の記録を伸ばした。完治した頃に小狼が見つけ、封印した。小狼4枚目のカード。最後の審判後は新たな主と認められたさくらの所有となった。
ビッグ（THE BIG）「大」〈31話〉
能力は様々な生物、物体を巨大化させること。実体化すると長身の女性の姿を取る。深夜の町で悪戯をしていたが、性格は大人しくあっさり封印された。使用する場合、使用者は自分の意思で巨大化サイズを決めることは不可能で、これは｢小」も同様である（「小」も「大」も使用する魔力量を調整や指示があれば別）。
クリエイト（THE CREATE）「創」〈31話〉
能力は自分に書かれたものを実体化させること。実体化するとページが白紙の本の形をとる。生き物なども実体化できるが、目はぐるぐるである。本を閉じれば効果がなくなり封印できる（ただし、姿が消える前に封印しなければならない）。なお、奈緒子はこの書を自作小説のために使用していた。奈緒子は巨大なドラゴンを実体化させ、さくらは「大」のカードを使い応戦するも、徐々に優勢になる。だが、奈緒子が本を閉じたことで、封印できた。翌日、本がないことに気づいた奈緒子は超常現象と勘違いし、眼を輝かせていた。
チェンジ（THE CHANGE）「替」〈32話〉
能力は対象同士の魂を入れ替えること。実体化すると青白いカメレオンの姿をとる。性格は悪戯好き。入れ替わるのは魂だけで能力までは入れ替えられない。戻すには翌日（正確には24時間後）にカードの発動の際、入れ替わった者同士が抱き合う必要がある。カードを封印する際に、ケルベロスと小狼が入れ替わってしまった。両者は無事元に戻ったが、相当トラウマになってしまった。
フリーズ（THE FREEZE）「凍」〈33話〉
能力は対象を凍らせること、または鋭い氷の破片を飛ばす攻撃。カードでの姿は巨大な魚。魔力を持つ者が相手でも、意識がないなどの状態であれば凍らせることは可能。冷気に惹かれ、友枝小学校のスケート教室のスケート場に現れた。氷の下を泳ぎ回り、魔力を持たない者を凍らせて回るが、小狼の作戦によって封印された。小狼5枚目のカード。最後の審判後は新たな主と認められたさくらの所有となった。クロウカードを使った占いでは、感情を読み取り際、「孤独」や「悲しみ」を意味するカードとしても使われている。
スノウ（THE SNOW）「雪」〈36話〉
能力は雪を自由に降らせることで吹雪を起こすこともできる。実体化すると着物を着た雪女風の女性の姿をとる。穏やかな性格。友枝町を雪で埋めかける事態を引き起こすが、吹雪で雪兎から進級祝いでもらった腕時計を無くしたさくらの怒りを買い、「火」のカードを使って力を奪われ、封印した（その後、さくらはショックで泣き出すが、腕時計は歌帆が見つけさくらに返却された）。
ヴォイス（THE VOICE）「声」〈37話〉
声 - 岩男潤子
能力は対象者の声を奪い、真似をすること。実体化するとハーピーを連想させる少女の姿を取る。声を取られた人間は声を発することができなくなる。気に入った声を自分のものにしたがる癖があり、しかも声を取ることに成功すると取り返されるのを恐れて隠れてしまう厄介な性質を持つ。知世の声を奪い隠れてしまうが、小狼が彼女の声をコピーしていた「歌」のカードを使うことを提案しおびき出される。逃げようとするも小狼が護符で結界を張り、逃げ道を絶たれ封印され、同時に知世の声も戻った。
ロック（THE LOCK）「錠」〈38話〉
能力は鍵穴に取り付き、施錠すること。実体化すると羽の生えた南京錠の姿をとる。「鏡」のカードと同様に特殊カードであるため、他のカードによる魔法では封印できない。さくらたちが訪れたイチゴ農園の資料館の扉を塞いでいた。鍵を開けることで力を失うが、普通の鍵では開けることは不可能。さくらは封印の鍵で開錠に成功し封印した。厳格な性格で閉じ込めた者が自身の解錠以外の方法で外に出ることを許さない。
クラウド（THE CLOUD）「雲」〈39話〉
能力は雲を操ること。実体化した姿は上記の「雨」に似ているが、性格は大人しい。友枝町一帯を分厚い雲で覆ってしまった。町を覆い尽くすと捕獲不可能に等しい。火神の護符で雲を消した小狼を所有者として認めたが、小狼は高熱で苦しみながらも駆けつけたさくらに「どうせ最後は自分のものになる」と譲り渡した。
ドリーム（THE DREAM）「夢」〈40話〉
能力は対象者に夢を見させること。実体化すると水色の蝶の姿を取る。カードでは目隠しをしたロングヘアの女性。通常は幻が見えるだけだが、強い魔力の持ち主の場合、昏倒して予知夢を見ることがある。東京観光に来たさくらたちの前に現れ、知世、小狼には幻を見せ、さくらには最後の審判の予知夢を見せた。小狼が「時」のカードで止めて封印した。小狼の6枚目のカード（譲った「雲」を除く）。最後の審判後は新たな主と認められたさくらの所有となった。
サンド（THE SAND）「砂」〈41話〉
能力は砂を生み出し操ること。カードでは胡坐をかいているインドの民族衣装のような格好の女性。早朝の学校で劇の練習をしていたさくらと小狼に砂の津波と化して襲い掛かった。砂であることを利用し、四散することで封印を逃れる厄介な特性を持つが、「水」と「凍」のカードで動きを止めて封印した。小狼が「雲」のカードと交換する形でさくらにもらい、7枚目のカードとなった。最後の審判後は新たな主と認められたさくらの所有となった。
ツイン（THE TWIN）「双」〈43話〉
能力は生物・無生物問わずあらゆるものを2つにしてしまうこと。悪戯好きな性格で可愛らしい外見に反して動きは素早く、戦闘力もかなりのもの。実体化するとピエロの格好をした双子の子供の形をとる（髪の色の違いで判別でき、片方は青でもう片方はピンク）。片方だけ捕獲してもすぐに実体化してしまい、同時に行動不能にしないと封印することができない。小狼と苺鈴の連携によって封印。小狼が最後に手に入れたカードとなった。最後の審判後は新たな主と認められたさくらの所有となった。
アロー（THE ARROW）「矢」
能力は目標やその周囲に対して魔力の矢を打ち出し攻撃すること。実体化すると弓矢を持ったショートヘアの少女の姿をとる。アニメ版では小学5年生の時点ですでに封印されており、『劇場版カードキャプターさくら』に交戦するシーンが描かれている。攻撃カードの一種で、魔力で構成した矢を放つことができ、放たれた矢は増えていく。魔道士との戦いで身動きが取れなくなったさくらを救っている。
バブル（THE BUBBLES）「泡」
能力は界面活性を有する泡を立てること。カードでは真珠の髪飾りをつけた泡状の髪を持つ人魚姿の少女の姿をとる。クロウがケルベロスを洗うために作ったらしいが、これで服や食器も洗っていたという。『劇場版カードキャプターさくら 封印されたカード』に登場した知世のビデオの記録でそれらしい捕獲シーンがあった。
ウェイブ（THE WAVE）「波」
能力は波を起こすこと。カードにも波が描かれている。捕獲シーンはなくさくらカードに変えようとした時名前のみで登場。
ライブラ（THE LIBRA）「秤」
能力は嘘をついているか分かること。重力も変えられるらしいが、物を量るか、物の重さを変えるかは不明。カードでは月と太陽を乗せた天秤。名前のみで登場。
スルー（THE THROUGH）「抜」
能力は物体を通り抜けること。カードでは中国服の天女のよう女性の姿をとる。抜けられる壁の厚さは魔力に比例する。そのため、 魔力が弱い者や激しく消耗した者が無理に分厚い物体を通り抜けようとすると、その中に閉じ込められてしまうという危険性がある。アニメ版では捕獲シーンはなく、小学校5年生の1学期開始前に封印している。名前のみ出てくる。
（名前のないカード）
ハートのマークとそれを包み込む一対の翼の絵が描かれており、「心」または「愛」（「想い」）の象徴と解釈される。
さくらの小狼に対する強い想いが生み出したカードであり、さくらが唯一自分自身で創り出したカード。なお、後述の劇場版のサントラでは便宜上”「心（ハート）のカード」”とされている。
このうち「抜」「矢」「波」「秤」「泡」のカードは第1期と第2期の間（冬休み - 春休み中）に封印されたことになっている。「矢」については劇場版第1作で描かれたが、他のカードは実際に封印されたところが描かれていない。ただし「泡」は第3期で使用されていた（「抜」は名前のみ登場）。

### 劇場版第2作目に登場
無のカード
声 - 坂本真綾
アニメ版では、さくらが真に最後に封印したカード。ウェーブの長髪に、頭と服が羽をあしらった少女の姿をしている。長年たった一人でいたため、極度の寂しがり屋。
クロウ・リードが、プラスの力を持つ52枚のクロウカードとのバランスを保つために作り出したマイナスの力を持つカードであり、元々はクロウ・リードの屋敷の下に封印されていたが、屋敷が取り壊され、さらに他のクロウカードが全てさくらカードに変わったために封印が解けてしまった。クロウの屋敷跡地に建てられた遊園地の時計塔を根城にしていた。このカードの存在はカードの守護者であるケルベロスや月も知らなかった。
「無のカード」の名の通り、能力はあらゆる物を黒い球体に閉じ込めて消し去ることであり、さくらカードを奪う（彼女にとっては「お友達を取り戻す」）ために、友枝町（最初はポストや橋など小規模だったが、終盤では、なでしこ祭で賑わう商店街や人々を一気に消し去っている）を消して威力を増し、次々にカードを奪った。この絶大なマイナスの力の前には、52枚のカードたちも、ケルベロスや月の力も一切通じず、無に帰してしまう。また、さくらにこのカードのことを知らせていたエリオルにも気付き、エリオル（クロウ）直々の魔力をも打ち破って電話線を消し去っている。だが、通じないのはクロウの魔力で作り出された物だけであり、それ以外の魔力は完全には無効化できず、故に、小狼の魔力による攻撃は多少なりとも効果があった。
ついに全てのカードを奪うが、強引な手段を使ってでも友達を手に入れようとしたことでさくらにそのやり方や考えに関する愚かさや間違いを指摘され、それに応答するようにカードたちも彼女から離れ、泣き崩れてしまう。そんな彼女を見て、さくらは温かく迎え入れ、封印することに成功する。
しかしその直後、彼女の封印の代価として、その時に最も魔力の強いもの（＝さくらが魔力をたくさん使ってしまい残りが少なかったため小狼が選ばれた）の一番大事にしている思い（小狼のさくらを想う心）を消されそうになる。
ホープ（THE HOPE）「希望」
声 - 坂本真綾、丹下桜
無のカードの封印直後にカード封印の代償で、小狼のさくらへの想いが消されそうになって、さくらが彼の名を叫んだ瞬間、名前のないカードの光が小狼に当たり、上記の2枚が1つとなって生まれたカード。
小狼の心が消滅したと思ったさくらに「泣かないで、大丈夫よ」と言い聞かせながら、彼女の手におさまっていった。そして、その言葉通り、小狼の想いは消されることなく、消滅した町や人々も再生した。
このカードがどのような能力を持っているのかは、明かされていない。このカードの絵柄のみが、アニメ版のカードでは星のあしらいがある。

## 玩具化
本カード（クロウカード / さくらカード）の玩具はこれまでにバンダイとタカラトミーが時間を分かって計3度玩具としての流通販売をしている。なお、最初に玩具として市場流通させたのはバンダイであるが、後年のリバイバル時期の玩具担当企業はタカラトミーとなっている。これとは別に講談社がイラスト集扱いでクロウカードセットを出版したこともある。